# Bacilloflagellomera flava
Bacilloflagellomera flava är en tvåvingeart som beskrevs av Silva 1999. Bacilloflagellomera flava ingår i släktet Bacilloflagellomera och familjen lövflugor. Inga underarter finns listade i Catalogue of Life.